# داني بيدروسا
داني بيدروسا (بالإسبانية: Dani Pedrosa)‏ مواليد 29 سبتمبر 1985 في ساباديل، إسبانيا، هو متسابق دراجات نارية إسباني. نافس في سباقات بطولة العالم لفئة 250 سي سي ولفئة 125 سي سي ولفئة 50 سي سي. كما شارك في بطولة العالم للموتو جي بي.

## البطولات
- بطولة العالم لفئة 250 سي سي 2004
- بطولة العالم لفئة 250 سي سي 2005
- بطولة العالم لفئة 125 سي سي 2003

## روابط خارجية
- داني بيدروسا على موقع MotoGP.com (الإنجليزية)
- داني بيدروسا على موقع AS.com (الإسبانية)